# Atletismo nos Jogos Pan-Americanos de 1999 - Salto em altura feminino
A prova do salto em altura feminino nos Jogos Pan-Americanos de 1999 foi realizada em 30 de julho de 1999. Juana Arrendel venceu originalmente a competição com 1.93 metros, mas testou positivo para estanozolol e perdeu a medalha.

## Medalhistas
| Ouro                            | Prata                        | Bronze                      |
| Solange Witteveen ARG Argentina | Luciane Dambacher BRA Brasil | Nicole Forrester CAN Canadá |

### Final
| Posição           | Nome              | Nacionalidade            | Marca | Notas |
| ----------------- | ----------------- | ------------------------ | ----- | ----- |
| Medalha de ouro   | Solange Witteveen | ARG Argentina            | 1.88  |       |
| Medalha de prata  | Luciane Dambacher | BRA Brasil               | 1.85  |       |
| Medalha de bronze | Nicole Forrester  | CAN Canadá               | 1.85  |       |
| 4                 | Angela Spangler   | USA Estados Unidos       | 1.80  |       |
| 5                 | Karol Jenkins     | USA Estados Unidos       | 1.80  |       |
| 6                 | Karen Beautle     | JAM Jamaica              | 1.75  |       |
| 7                 | Juana Arrendel    | DOM República Dominicana | DQ    |       |